# Hobo (zwerver)

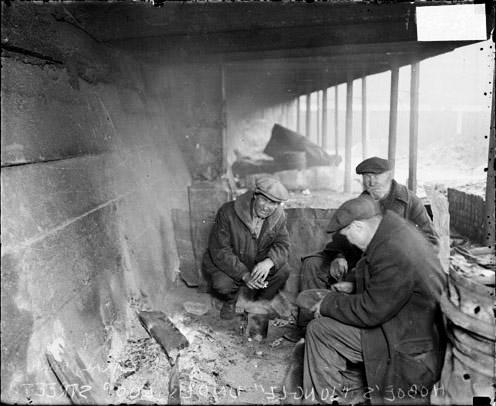
Drie hobo's in Chicago in 1929

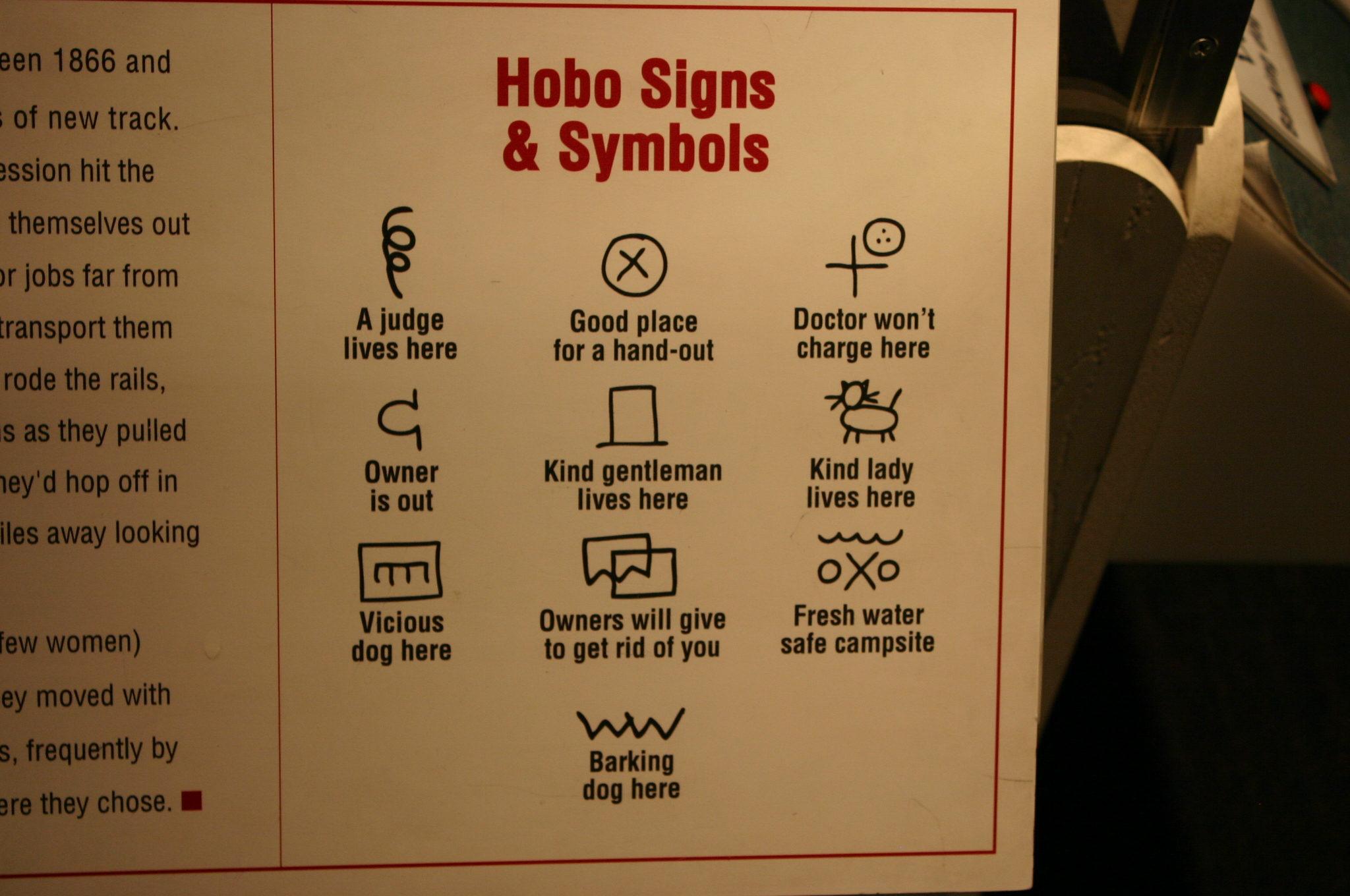
Symbolentaal gebruikt door hobo's om onderling op te kunnen communiceren.

Een hobo is een zwerver die deel uitmaakt van de Amerikaanse subcultuur van rondreizende dakloze arbeiders. Het was vanaf het einde van de negentiende tot ver in de twintigste eeuw een bekend verschijnsel in de Verenigde Staten.
Hobo's doorkruisten het land door illegaal mee te rijden met goederentreinen. Die treinen reden op sommige plaatsen zo langzaam dat men er zonder veel risico op kon springen. Omdat deze treinen vaak erg lang waren, merkte het treinpersoneel er meestal niets van. Op populaire opstapplaatsen waren soms speciale beveiligingsmensen, bekend als bulls, aanwezig om de hobo's bij de treinen weg te houden.
Voor onderlinge communicatie gebruikten hobo's een symbolentaal.
Anno 2010 waren er nog maar weinig hobo's.
De Nederlander Gerard Leeflang schreef in 1984 het boek: American Travels of a Dutch hobo 1923-1926, over zijn avonturen als hobo in de Verenigde Staten van de vroege jaren twintig.
In 1973 wijdde filmregisseur Robert Aldrich met Emperor of the North een spannende en dramatische actiefilm aan het avontuurlijke en soms gevaarlijke bestaan van de hobo's tijdens de Grote Depressie.